# Ostpreußen und sein Hindenburg
Ostpreußen und sein Hindenburg ist ein patriotischer deutscher Stummfilm aus dem Jahr 1917, der einen von nationalen Untertönen bestimmten Abriss preußisch-deutscher Geschichte gibt, vom Beginn deutscher Besiedelung bis zum Sieg in der Schlacht bei Tannenberg. Der Film entstand nach einer literarischen Vorlage von Heinrich Lautensack.

## Handlung
Der Film soll einen chronologischen Überblick ostpreußischer Geschichte von den heidnischen Ursprüngen bis in das erste Kriegsjahr 1914 mit seiner für die Deutschen siegreichen Schlacht bei Tannenberg über die Russen vermitteln. In den ersten drei Akten werden die Frühzeit dieser Region mit der Gründung des teutonischen Ritterordens als erstem kulturhistorischen Höhepunkt abgehandelt. Es folgt die Zeit der brandenburgischen Kurfürsten und die erste schwere Belastung Ostpreußens durch den Einfall napoleonischer Truppen. Königin Luise wird zu dieser Zeit die gute Seele des geschundenen Landes. Im dritten Akt wird die Wiedererstarkung des modernen Preußens gezeigt, das auch seine Auswirkung auf den nordöstlichsten Landesteil haben sollte.
Die letzten beiden Akte konzentrieren sich ganz auf den Titel des Films. Gezeigt wird, wie die russischen Heere zu Beginn des Ersten Weltkriegs im August 1914 ins Masurenland einfallen und schreckliche Verwüstungen in den Dörfern und Städten ebenso wie in den Herzen der Bewohner Ostpreußens hinterlassen. Die russischen Besatzer werden als primitiv-wilde Kosaken-Horden gezeigt, die einzig auf Zerstörung und Barbarei aus sind. Dann aber naht Rettung in Gestalt des bereits pensionierten Generals Paul von Hindenburg, der den filmisch intensiv aufbereiteten Gräueltaten der Zarenarmee ein Ende bereitet. In der Schlacht von Tannenberg erleben die Russen eine empfindliche Niederlage und werden aus dem Land wieder hinausgeworfen. Mit der Befreiung Ostpreußens endet dieser Film.

## Produktionsnotizen
Ostpreußen und sein Hindenburg, auch bekannt unter dem Titel Brüder in Not, wurde im Eiko-Film-Atelier in Berlin-Marienfelde gedreht, passierte im Januar 1917 die Filmzensur und wurde wenig später im Deutschen Opernhaus Berlin uraufgeführt. Der Fünfakter besaß zunächst eine Länge von 1793 Metern, wurde aber bei der Neuzensur 1921 minimal heruntergekürzt.
Die Musik wurde von Arnold Ebel dirigiert. Die Filmdekorationen entwarf der Erbauer der Eiko-Film-Studios Winkelmann. Die erzielten Kasseneinnahmen waren für die Ostpreußenhilfe bestimmt.

## Kritiken
„Man kann den grandiosen Film „Ostpreußen und sein Hindenburg“ mit Fug und Recht ein geschichtliches Dokument ersten Ranges nennen. Dieser Film, welcher unter Mitwirkung 50.000 Akteuren hergestellt wurde, schildert … das Werden und wechselvolle Schicksal der preußischen Ostmark, beginnend von heidnischer Vorzeit bis in die bewegten Tage der russischen Invasion. (…) Die Befreiung des schwerseufzenden Landes durch den genialen Heerführer, den aufopfernden Heldenmut der deutschen Truppen, welche nach schweren Kämpfen die Russen unter den bekannten furchtbaren Verlusten aus dem Lande jagten: solch gewaltige Bilder beschließen den auch in technischer Hinsicht vollkommenen Film, der in allen seinen Teilen glänzende Darstellung und wundervolle Szenen birgt.“

„Man kann dieses Filmwerk wohl in jeder Hinsicht als das Vollkommenste bezeichnen, was auf diesem Gebiete bisher geschaffen wurde. Das Entstehen, Wachsen und Gedeihen der preußischen Ostmark wird in einer Reihe historisch getreuer Bilder gezeigt. (…) Die Gewaltherrschaft der Russen einerseits, der Heldenmut der durch ihren genialen Führer angefeuerten Deutschen andererseits kommt in diesem gewaltigen Film, der auch in technischer Hinsicht ein Meisterwerk ist, glänzend zum Ausdruck. Die Darstellung ist allerersten Ranges.“